# Коржеве
Корже́ве — село в Україні, у Бобринецькій міській територіальній громаді Кропивницького району Кіровоградської області. Населення становить 200 осіб.

## Населення
Згідно з переписом УРСР 1989 року чисельність наявного населення села становила 252 особи, з яких 107 чоловіків та 145 жінок.
За переписом населення України 2001 року в селі мешкали 274 особи.

### Мова
Розподіл населення за рідною мовою за даними перепису 2001 року:
| Мова       | Відсоток |
| ---------- | -------- |
| українська | 97,81 %  |
| російська  | 1,82 %   |
| молдовська | 0,36 %   |